# Жан-Клод Ван Генберге
Жан-Клод Ван Ге́нберге (нід. Jean-Claude Van Geenberghe; 17 листопада 1962, м. Кортрейк, Бельгія — 9 травня 2009, м. Донецьк, Україна) — бельгійський та український вершник, що спеціалізувався на змаганнях з конкуру. Багаторазовий чемпіон Бельгії. Кольори України захищав з 2006 року. Був головним тренером та провідним спортсменом кінного клубу «Донбас Еквіцентр». Учасник трьох Олімпійських ігор (1988, 1992, 2008).

## Біографія
Жан-Клод Ван Генберге народився у бельгійському місті Кортрейк. Першим спортивний талант Жана-Клода помітив його батько, який доклав усіх зусиль, аби син продовжив тренування у таких відомих тренерів, як Джордж Морріс, Генк Норен та Гійс Ван Гетерен. Однак, з іншого боку, тиск батька, який сам був доволі успішним вершником, часом був нестерпним, що у майбутньому навіть змусило хлопця на деякий час припинити заняття верховою їздою.
Вперше серйозно заявив про себе Ван Генберге у 1985 році, посівши друге місце на чемпіонаті Бельгії з конкуру. Два роки потому він повторив свій успіх у внутрішніх змаганнях та додав до нього перемогу на змаганнях у німецькому Аахені.
У 1988 році Жак-Клод вперше взяв участь у Олімпійських іграх, що відбувалися у Сеулі. У кваліфікації Ван Генберге показав 5-й результат, однак через помилки у плануванні змагань був змушений очікувати 15 хвилин на коні перед фінальним заїздом. Внаслідок цього кінь виявився не достатньо розігрітим і бельгійський спортсмен не завершив свій виступ.
Протягом наступного олімпійського циклу Ван Генберге зарекомендував себе як топ-вершник, двічі потрапивши до двадцятки найкращих на чемпіонатах Європи з конкуру, та ставши неодноразовим переможцем європейських гран-прі. На Олімпіаді 1992 у Барселоні він, втім, виступив вкрай невдало показавши у підсумку всього 75-й результат, що, безсумнівно, було провалом.
Однак вже наступного року Жан-Клод продемонстрував, що невдалий виступ у Іспанії був лише прикрою випадковістю, перемігши у Гран-Прі Аахена та вперше ставши чемпіоном Бельгії. Наступного року він підтвердив своє звання найсильнішого бельгійського вершника у внутрішніх змаганнях, а ще рік потому знову став переможцем аахенського Гран-прі, додавши до цього тріумфи у Каннах та Монако.
У 1995 році Жан-Клод Ван Генберге вирішив припинити активні виступи у кінному спорті та зайнятися розвиткому еквіцентру «Срібна шпора», що належав його батькові та був розташований у бельгійському містечку Морсел. Завдяки зусиллям Жана-Клода «Срібна шпора» стала одним з найкращих еквіцентрів у Європі, де щороку проводилися різноманітні міжнародні змагання з кінного спорту.
У 2000 році бельгійський вершник вирішив повернутися до активних змагальних виступів, а у 2003 втретє став чемпіоном Бельгії. Цього ж року він посів підсумкове 34-те місце на Чемпіонаті Європи у Донауешінгені, вперше за 10 років взявши участь у цих змаганнях.
У 2006 році Жан-Клод Ван Генберге відгукнувся на пропозицію президента Федерації кінного спорту України Олександра Онищенка та прийняв українське громадянство, розпочавши виступи на міжнародних змаганнях під прапором України. Більше того, на відміну від деяких своїх колег по збірній, що мешкали за кордоном, представляючи Україну, Жан-Клод оселився у Донецьку, де одружився з українкою Іриною та став головним тренером кінного клубу «Донбас Еквіцентр». На перших же великих змаганнях, якими стали Всесвітні кінні ігри 2006 у Аахені, Ван Генберге як український збірник посів високе 15-те місце у індивідуальних заїздах та допоміг збірній України створити справжній фурор у світі кінного спорту, зайнявши небачене для себе 4-те командне місце.
Олімпійські ігри 2008 у Пекіні теж виявилися для новоспеченого українця вкрай вдалими — у індивідуальних змаганнях Жану-Клоду на коні на ім'я Quintus вдалося потрапити до чільної десятки, що було беззаперечним успіхом як для усього українського кінного спорту, так і для нього самого.
9 травня 2009 року після перемоги на змаганнях у Донецьку на маршруті 135 см Жану-Клоду Ван Генберге стало зле. До лікарні його так і не довезли. Справжній «коло́с» українського та бельгійського кінного спорту помер через серцевий напад. Поховано спортсмена на батьківщині у Морселі.

## Спортивні результати[7]
| Рік  | Змагання                        | Місто            | Кінь              | МО | МК |
| ---- | ------------------------------- | ---------------- | ----------------- | -- | -- |
| 2008 | Літні Олімпійські ігри 2008     | Пекін            | Quintus           | 10 | 11 |
| 2006 | Всесвітні кінні ігри 2006       | Аахен            | Osta Rugs Tresor  | 15 | 4  |
| 2005 | Чемпіонат Європи з конкуру 2005 | Сан Патріньяно   | Osta Rugs Tresor  | 34 | 5  |
| 2003 | Чемпіонат Європи з конкуру 2003 | Донауешінген     | Quintus           | 34 | 4  |
| 1994 | Всесвітні кінні ігри 1994       | Гаага            | Freestyle         | 78 | 14 |
| 1993 | Чемпіонат Європи з конкуру 1993 | Хіхон            | Carrera           | 35 | 8  |
| 1992 | Літні Олімпійські ігри 1992     | Барселона        | Queen of Diamonds | 75 | 12 |
| 1991 | Чемпіонат Європи з конкуру 1991 | Ла-Боль-Ескублак | Queen of Diamonds | 20 | 7  |
| 1989 | Чемпіонат Європи з конкуру 1989 | Роттердам        | Queen of Diamonds | 20 | 6  |
| 1988 | Літні Олімпійські ігри 1988     | Сеул             | Piquet            | 26 | -  |
| 1987 | Чемпіонат Європи з конкуру 1987 | Санкт-Галлен     | Piquet            | 25 | -  |
| 1986 | Чемпіонат світу з конкуру 1986  | Аахен            | Piquet            | 43 | 11 |